# (37110) 2000 UF103
2000 UF103 (asteroide 37110) é um asteroide da cintura principal. Possui uma excentricidade de 0.10676160 e uma inclinação de 8.35603º.
Este asteroide foi descoberto no dia 25 de outubro de 2000 por LINEAR em Socorro.